# Mel Mercier

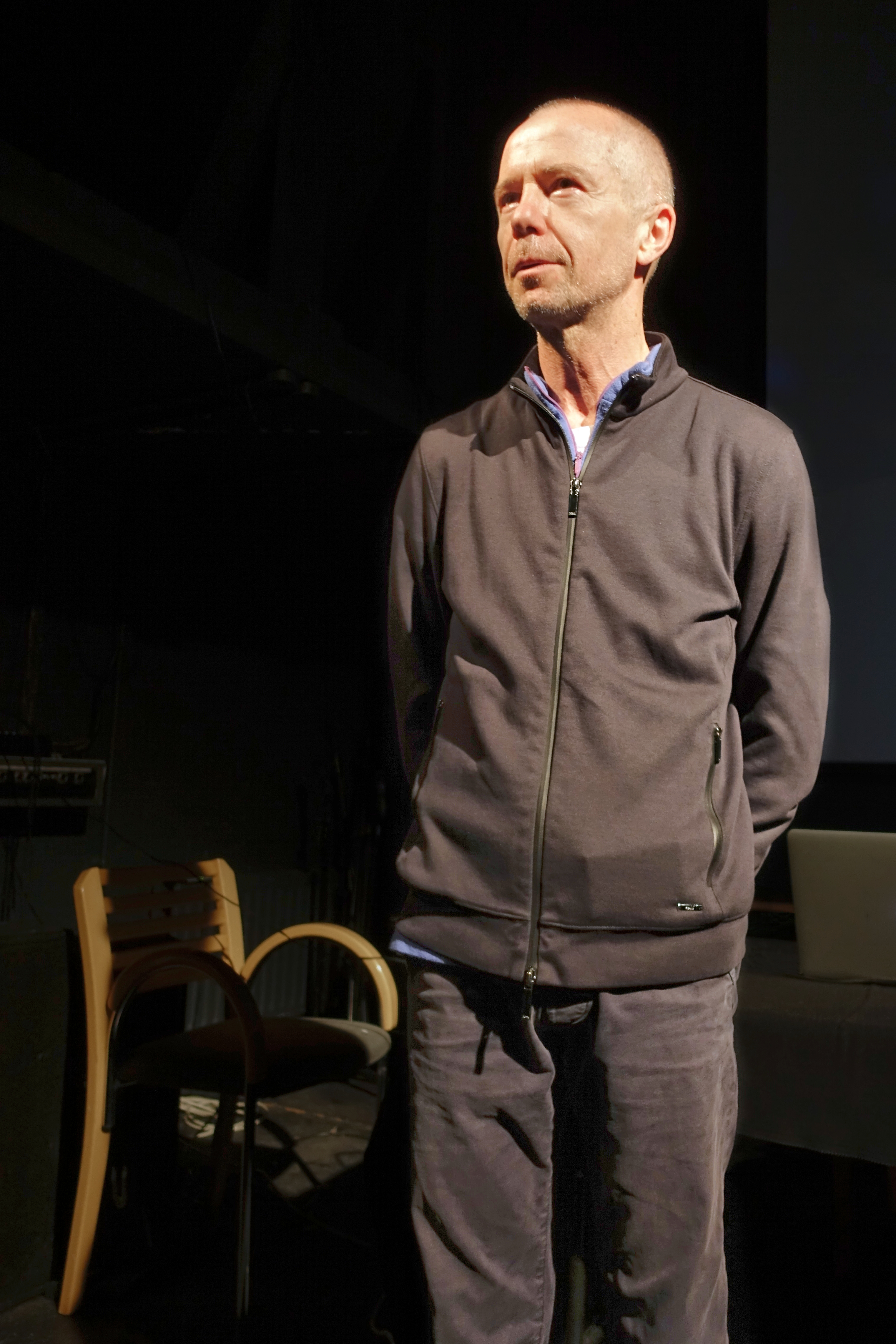
Mel Mercier beim Craiceann Bodhrán Festival 2017

Mel Mercier (geboren am 23. Dezember 1959 in Dublin) ist ein irischer Perkussionist, Komponist, Theatermusiker und Hochschullehrer. Er bekleidet den Lehrstuhl für Darstellende Kunst an der Irish World Academy of Music and Dance der University of Limerick.

## Leben und Werk
Mercier ist der Sohn des irischen Musikers Peadar Mercier und von Nuala McGann. Einer seiner Geschwister ist der Film- und Theaterregisseur und Autor Paul Mercier.
Er studierte Musik am University College Cork, erlangte dort 1989 einen Bachelor of Music (BMus) und setzte seine Studien am California Institute of the Arts in Los Angeles fort, wo er 1991 mit einem Master of Fine Arts in World Music abschloss.

### Musiker und Komponist
Mercier ist Bodhránspieler und beherrscht zahlreiche weitere Schlagzeug-Instrumente. Er arbeitet mit zahlreichen Musikern verschiedener Stilrichtungen eng zusammen, darunter der irische Pianist und Komponist Mícheál Ó Súilleabháin, mit dem er seit den frühen 1980er Jahren auftritt und aufnimmt.

### Arbeiten für die Bühne
Im Juni 2016 erarbeitete er – anlässlich des 100-Jahr-Jubiläums des irischen Osteraufstands – gemeinsam mit dem Schriftsteller Patrick McCabe und dem Regisseur Pat Kiernan die Theaterproduktion Sacrifice at Easter. Die Uraufführung erfolgte in Form eines Mehr-Stationen-Dramas durch die Corcadorca Theatre Company beim Cork Midsummer Festival.
Im Januar 2019 erschien das Album "Testament" mit Kompositionen die für das Theater geschrieben hat.

### Lehrtätigkeit
Von 1992 bis 2016 zählte Mercier zum Lehrkörper des Music Departments am University College Cork. Dort wurde er 2009 zum Leiter der School of Music and Theatre ernannt und 2015 zum Hochschulprofessor. Im Jahr 2011 hatte er an der University of Limerick sein Doktorat (PhD) erlangt. Im Jahr 2016 wurde er auf den Lehrstuhl für Darstellende Kunst an der Irish World Academy of Music and Dance der University of Limerick berufen.

## Auszeichnungen
- 1997: Fleischman Prize, University College Cork
- 2013: Nominierung für den Tony Award, Kategorie Bestes Sounddesign für The Testament of Mary